# Nokia N76
Nokia N76 là chiếc điện thoại di động smartphone được chế tạo bởi hãng Nokia. Máy được thiết kế dạng gập với kích cỡ 106.5x52x13.7 mm, đồng thời hỗ trợ mạng 3G (WCDMA 2100). N76 là sản phẩm kế tiếp trong dòng N'series của Nokia. Máy được ra mắt lần đầu tiên tại "Las Vegas CES 2007" vào tháng 1 năm 2007 và chính thức tung ra thị trường vào ngày 5 tháng 5 năm 2007 với giá 390 EUR. Với những tính năng thông minh của mình, Nokia N76 được người ta đặt cho cái tên là "Chiếc máy tính xinh đẹp" và "máy tính đa phương tiện".

## Tính năng chính
| Tính năng               | Chi tiết kỹ thuật |
| ----------------------- | --- |
| Hình dạng               | Nắp gập |
| Hệ điều hành            | Symbian OS 9.2, S60 3rd Edition |
| Bộ xử lý                | FreeScale Semiconductor 32-bit RISC CPU dựa trên ARM-11 series, 369 MHz                                                                                           |
| RAM                     | 96/44 MB |
| ROM                     | 128/26 MB |
| Băng tầng GSM           | 850/900/1800/1900 MHz |
| GPRS                    | Có, Class B, Multislot class 32 (5/3) (max downlink: 107 kbit/s, max uplink: 64,2 kbit/s)                                                                         |
| EDGE (EGPRS)            | Có, Class B, Multislot class 32 (5/3) (max downlink: 296 kbit/s, max uplink: 177,6 kbit/s); Class A (DTM) Multislot class 11, max speed DL/UL: 118.4/118.4 kbit/s |
| WCDMA                   | Có (2100 MHz), PS max speed DL/UL= 384/384 kbit/s, CS max speed 64 kbit/s                                                                                         |
| Màn hình chính          | Ma trận TFT, diagonal 2,4", 16 million colours, 240x320 pixels |
| Màn hình ngoài          | Ma trận TFT, diagonal 1,36", 262 144 colours, 128x160 pixels |
| Camera                  | 2.0 mpx (Cấu hình: Toshiba CMOS, F/3, 5 mm), Flash: LED, 20x digital zoom, EXIF                                                                                   |
| Quay Video              | Video: MPEG-4 VBR QVGA (320x240) @ 15 fps; Âm thanh: AAC (Đơn âm, 16bits, 48 kHz, 72 kbit/s)                                                                      |
| Tin nhắn đa phương tiện | Có |
| Cuộc gọi video          | Có |
| Bộ đàm                  | Có |
| Hỗ trợ cài đặt          | Java (MIDP 2.0), 3D API (JSR-184) |
| Thẻ nhớ                 | Có, microSD, có thể thay nóng |
| Bluetooth               | Có, 2.0 EDR (3 Mbit/s) |
| Hồng ngoại              | Không |
| Hỗ trợ kết nối          | Có, miniUSB, USB 2.0 |
| Trình duyệt             | WAP 2.0/xHTML |
| Email                   | Có |
| Chơi nhạc               | Có |
| Radio                   | Stereo FM |
| Xem video               | Có |
| Nhạc chuông             | Có, 64 âm sắc |
| Nhạc chuông             | Có, Mp3, NB-AMR, WB-AMR, True Tones, WAV, AAC, eAAC+, RealAudio, M4A                                                                                              |
| HF speakerphone         | Có |
| Offline mode            | Có |
| Pin                     | BL-4B (3,7V @ 700 mAh) |
| Charger                 | 2 mm connector |
| Thời gian thoại         | 2 giờ |
| Thời gian chờ           | 8.5 ngày (200 giờ) |
| Nặng                    | 115 grams |
| Kích thước              | 106.5x52x13.7 mm |
| Thời gian ra mắt        | Tháng 1 năm 2007 |